# ISS-Expeditie 49
ISS-Expeditie 49 was de negenenveertigste missie naar het Internationaal ruimtestation ISS. De missie begon op 6 september 2016 met het vertrek van de Sojoez TMA-20M van het ISS terug naar de Aarde en eindigde op 30 oktober 2016, toen de Sojoez MS-01 terugkeerde naar de Aarde.

## Bemanning
| Positie           | Eerste deel (september 2016)           | Tweede deel (september 2016 t/m oktober 2016) |
| ----------------- | -------------------------------------- | --------------------------------------------- |
| Bevelhebber       | Anatoli Ivanisjin, RSA 2e ruimtevlucht | Anatoli Ivanisjin, RSA 2e ruimtevlucht        |
| Flight Engineer 1 | Kathleen Rubins, NASA 1e ruimtevlucht  | Kathleen Rubins, NASA 1e ruimtevlucht         |
| Flight Engineer 2 | Takuya Onishi, JAXA 1e ruimtevlucht    | Takuya Onishi, JAXA 1e ruimtevlucht           |
| Flight Engineer 3 |                                        | Robert Kimbrough, NASA 2e ruimtevlucht        |
| Flight Engineer 4 |                                        | Andrej Borisenko, RSA 2e ruimtevlucht         |
| Flight Engineer 5 |                                        | Sergej Rizjikov, RSA 1e ruimtevlucht          |